# Argumento del agujero
En relatividad general, el argumento del agujero es una aparente paradoja que inquietó mucho a Albert Einstein mientras desarrollaba sus famosas ecuaciones de campo. Algunos filósofos de la física adoptan este argumento para plantear un problema al llamado sustancialismo múltiple, que postula que la multiplicidad de eventos en el espacio-tiempo es en sí misma una "sustancia" que existe independientemente del campo métrico definido en ella o de la materia en ella contenida. Otros físicos y filósofos no están de acuerdo con esta interpretación y ven en el argumento una confusión entre la invariancia de calibración y la fijación de calibre. Para entender este argumento, habría que considerar el espacio-tiempo como repleto de materia, salvo en un lugar que llamaríamos agujero o burbuja de vacío. Dicho agujero, como toda otra entidad, discurre en el tiempo, por lo que, llevado en su transcurso, dejará de existir de una posición a otra. De aquí se concluye que los puntos del espacio-tiempo, caso de existir, se "trasladarán" simultáneamente, dejando de ser en el momento anterior, por lo que un universo sustancial (conformado por puntos o posiciones fijas) deja de tener sentido. Por lo tanto, el espacio-tiempo solo es comprensible cuando está lleno de materia ajena a él. Las posiciones espacio-temporales, por sí mismas, no tienen sentido en la relatividad general.

## El argumento del agujero de Einstein
En una ecuación de campo habitual, conocer la fuente del campo y las condiciones de contorno determina el campo en todas partes. Por ejemplo, si se nos da la densidad de carga y corriente y las condiciones de contorno adecuadas, las ecuaciones de Maxwell determinan los campos eléctrico y magnético. Sin embargo, no determinan el potencial vectorial, porque el potencial vectorial depende de una elección arbitraria de calibre.
Einstein advirtió que si las ecuaciones de la gravedad son generalmente covariantes, entonces la métrica no puede ser determinada únicamente por sus fuentes en función de las coordenadas del espacio-tiempo. Como ejemplo: considérese una fuente gravitacional, como el sol. Aparte, hay algún campo gravitacional descrito por una métrica g (r). Entonces se opera una transformación de coordenadas r → r', donde r' es lo mismo que r para los puntos que están dentro del sol, pero r' es diferente de r fuera del sol. La descripción de coordenadas del interior del sol no se ve afectada por la transformación, pero se cambia la forma funcional de la métrica g' para los nuevos valores de coordenadas fuera del sol. Debido a la covarianza general de las ecuaciones de campo, esta métrica transformada g' también es una solución en el sistema de coordenadas no transformado.
Esto significa que una fuente, el sol, puede ser la fuente de muchas métricas aparentemente diferentes. La resolución es inmediata: dos campos cualesquiera que solo se diferencian por tal transformación de "agujero" son físicamente equivalentes, al igual que dos potenciales vectoriales diferentes que se diferencian por una transformación de calibre son físicamente equivalentes. Entonces, todas estas soluciones matemáticamente distintas no son físicamente distinguibles; representan una y la misma solución física de las ecuaciones de campo.
Hay muchas variaciones sobre esta aparente paradoja. En una versión, se considera una superficie de valor inicial con algunos datos y se encuentra la métrica en función del tiempo. Luego, se realiza una transformación de coordenadas que mueve puntos en el futuro de la superficie del valor inicial, pero que no afecta la superficie inicial ni a ningún punto en el infinito. Entonces puede concluirse que las ecuaciones de campo generalmente covariantes no determinan el futuro de manera única, ya que esta nueva métrica transformada de coordenadas es una solución igualmente válida de las mismas ecuaciones de campo en el sistema de coordenadas original. Por tanto, el problema del valor inicial no tiene una solución única en la relatividad general. Esto también es cierto en la electrodinámica, ya que puede haber una transformación de calibre que solo afectará el potencial del vector mañana. La resolución en ambos casos es usar condiciones adicionales para fijar un calibre. 

## La resolución de Einstein
En 1915, Einstein se dio cuenta de que el argumento del agujero supone, en efecto, un postulado sobre la naturaleza del espacio-tiempo: es decir, que tiene sentido hablar del valor del campo gravitacional (hasta meras transformaciones de coordenadas) en un punto del espacio-tiempo definido por una coordenada del mismo. Supone además que tiene sentido hablar de propiedades físicas del campo gravitacional, por ejemplo, si es plano o curvo (esta es una propiedad independiente de coordenadas del campo gravitacional), en un punto del espacio-tiempo. Al abandonar este supuesto, la covarianza general se vuelve compatible con el determinismo. Si bien dos campos gravitacionales que se diferencian por un difeomorfismo activo se ven diferentes geométricamente, después de que se recalculan las trayectorias de todas las partículas, sus interacciones definen manifiestamente ubicaciones 'físicas' con respecto a las cuales el campo gravitacional toma el mismo valor bajo todos los difeomorfismos activos. (Téngase en cuenta que si las dos métricas estuvieran relacionadas entre sí mediante una mera transformación de coordenadas, las líneas de mundo de las partículas no se transpondrían; esto se debe a que ambas métricas imponen la misma geometría espaciotemporal y a que las líneas de mundo se definen geométricamente como trayectorias de máximo tiempo adecuado; es sólo con un difeomorfismo activo que se cambia la geometría y se alteran las trayectorias). Esta fue la primera declaración clara del principio de invariancia de calibre en la ley física.
Einstein, como hemos visto, creía que el argumento del agujero implica que la única definición significativa de ubicación y tiempo es a través de la materia. Un punto en el espacio-tiempo no tiene sentido en sí mismo, porque la etiqueta que se le da a tal punto es indeterminada. Los puntos del espacio-tiempo solo adquieren su significado físico porque la materia se mueve a través de ellos. En sus palabras:

"Todas nuestras verificaciones de espacio-tiempo invariablemente equivalen a una determinación de coincidencias de espacio-tiempo. Si, por ejemplo, los eventos consistieran simplemente en el movimiento de puntos materiales, entonces, en última instancia, nada sería observable excepto el encuentro de dos o más de estos puntos."

Consideraba que esta era la percepción más profunda de la relatividad general. Según esta idea, el contenido físico de cualquier teoría se agota con el catálogo de coincidencias espaciotemporales que permite. El físico estadounidense John Stachel llamó a este principio el argumento de coincidencia de puntos.
Generalmente, lo que es invariante bajo difeomorfismos activos y, por lo tanto, invariante de calibre, son las coincidencias entre el valor del campo gravitacional y el valor que tiene el campo de materia en el mismo 'lugar', dado que el campo gravitacional y el campo de materia se arrastran juntos entre sí bajo un difeomorfismo activo. A partir de estas coincidencias, se puede alcanzar una noción de que la materia se ubica siempre con respecto al campo gravitacional. Como afirma Carlo Rovelli: "No más campos en el espacio-tiempo: sólo campos en los campos". Este es el verdadero significado [aclaración necesaria] del dicho "El escenario desaparece y se convierte en uno de los actores"; el espacio-tiempo como un "contenedor" sobre el que tiene lugar la física carece de un significado físico objetivo y, en cambio, la interacción gravitacional se representa como uno de los campos que forman el mundo.
Einstein se refirió a su resolución como "más allá de mis expectativas más estrafalarias".